# Kouloúra (ort i Grekland, Thessalien)
Kouloúra är en ort i Grekland.   Den ligger i prefekturen Nomós Larísis och regionen Thessalien, i den centrala delen av landet, 230 km norr om huvudstaden Aten. Kouloúra ligger 5 meter över havet och antalet invånare är 159.
Terrängen runt Kouloúra är varierad. Havet är nära Kouloúra åt nordost.  Närmaste större samhälle är Leptokaryá, 17,9 km nordväst om Kouloúra. I omgivningarna runt Kouloúra växer i huvudsak blandskog.